# 샤오량디댐
샤오랑디댐(중국어: 小浪底, 병음: Xiǎolàngdǐ)은 중국 허난성 지위안시에 있는 댐으로, 황하를 막고 있다. 이 시설은 뤄양시에서 북서쪽으로 약 20km 떨어져 있다. 총 설치 용량은 1,836 MW이며, 6개의 306 MW 터빈을 이용하여 연간 최대 5.1 TWh를 생산한다. 댐의 높이는 154 m (505 ft), 너비는 1,317 m (4,321 ft)이다. 건설 비용은 미화 35억 달러가 소요되었다.

## 같이 보기
- 수력 발전소 목록
- 중국의 발전소 목록